# Färila
Färila is een plaats in de gemeente Ljusdal in het landschap Hälsingland en de provincie Gävleborgs län in Zweden. De plaats heeft 1351 inwoners (2005) en een oppervlakte van 251 hectare. De plaats ligt in een dal in de buurt van de rivier de Ljusnan. De plaats is wat industrie betreft een van de belangrijkste plaatsen in de gemeente Ljusdal.

## Verkeer en vervoer
Bij de plaats lopen de Riksväg 84 en Länsväg 310.